# Heusden Koers 1999
De 51e editie van de Belgische wielerwedstrijd Heusden Koers werd verreden op 10 augustus 1999. De start en finish vonden plaats in Heusden. De winnaar was Berry Hoedemakers, gevolgd door Fabien De Waele en Christophe Detilloux.

## Uitslag
| Heusden Koers 1999 |                      |                |       |
| Plaats             | Naam                 | Ploeg          | Tijd  |
| Winnaar            | Berry Hoedemakers    | Spar-RDM       | 3u48' |
| 2                  | Fabien De Waele      | Lotto-Mobistar | z.t.  |
| 3                  | Christophe Detilloux | Lotto-Mobistar | z.t.  |

1929 · 1930-1935 · 1936 · 1937 · 1938 · 1939 · 1952 · 1953 · 1954 · 1955 · 1956 · 1957 · 1958 · 1959 · 1960 · 1961 · 1962 · 1963 · 1964 · 1965 · 1966 · 1967 · 1968 · 1969 · 1970 · 1971 · 1972 · 1973 · 1974 · 1975 · 1976 · 1977 · 1978 · 1979 · 1980 · 1981 · 1982 · 1983 · 1984 · 1985 · 1986 · 1987 · 1988 · 1989 · 1990 · 1991 · 1992 · 1993 · 1994 · 1995 · 1996 · 1997 · 1998 · 1999 · 2000 · 2001 · 2002 · 2003 · 2004 · 2005 · 2006 · 2007 · 2008 · 2009 · 2010 · 2011 · 2012 · 2013 · 2014 · 2015 · 2016 · 2017 · 2018 · 2019 · 2020 · 2021 · 2022 · 2023